# Модзурув
Модзурув (пол. Modzurów, нім. Mosurau) — село в Польщі, у гміні Рудник Рациборського повіту Сілезького воєводства.
Населення — 396 осіб (2011).
У 1975-1998 роках село належало до Катовицького воєводства.

## Демографія
Демографічна структура станом на 31 березня 2011 року:
|          | Загалом | Допрацездатний вік | Працездатний вік | Постпрацездатний вік |
| -------- | ------- | ------------------ | ---------------- | -------------------- |
| Чоловіки | 200     | 28                 | 152              | 20                   |
| Жінки    | 196     | 22                 | 122              | 52                   |
| Разом    | 396     | 50                 | 274              | 72                   |